# Ђезуити (Козенца)
Ђезуити је насеље у Италији у округу Козенца, региону Калабрија.
Према процени из 2011. у насељу је живело 370 становника. Насеље се налази на надморској висини од 573 м.